# L'età di amare
L'età di amare (Beyond the Rocks) è un film muto del 1922 diretto da Sam Wood. Fu l'unica volta che i due attori protagonisti, Gloria Swanson e Rodolfo Valentino, stelle di Hollywood, si trovarono a recitare insieme in un film.
La sceneggiatura di Jack Cunningham si basa sul romanzo Beyond the Rocks di Elinor Glyn, pubblicato a Londra nel 1906 e tradotto e pubblicato in Italia come Oltre gli scogli.
Una copia della pellicola, ritenuta per anni perduta, è stata ritrovata nel 2004 nei Paesi Bassi.

## Trama

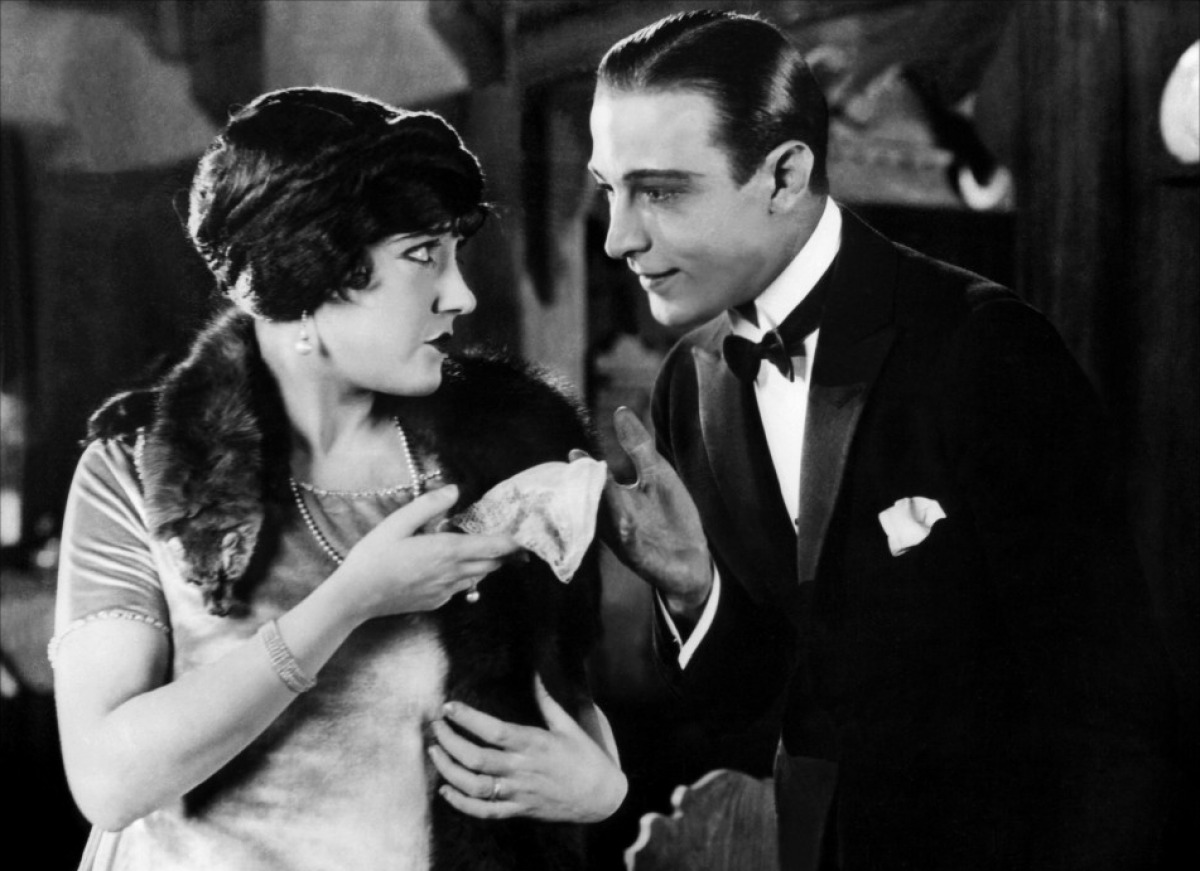
Gloria Swanson e Rodolfo Valentino. fotogramma del film

Per accontentare suo padre, un ex-capitano povero in canna, la giovane e bella Theodora acconsente al matrimonio con l'anziano (e ricchissimo) Josiah Brown. Cerca anche di dimenticare un lord inglese, giovane e bellissimo pure lui come lei, che l'aveva soccorsa quand'era caduta in acqua da una barca. I due si incontreranno più di una volta, finendo per innamorarsi l'uno dell'altra, ma lei ormai è legata al vecchio marito. Lady Morella, innamorata di lord Bracondale, si accorge della relazione tra i due. Gelosa, scambia nelle buste due lettere di Theodora: quella destinata a Bracondale arriva così nelle mani di Brown. Leggendola, l'uomo si rende conto che la moglie è innamorata di un altro, anche se, dalla missiva, Theodora appare del tutto innocente. Il sotterfugio di Morella che avrebbe dovuto separare per sempre i due innamorati le si rivolta invece contro: l'anziano marito, infatti, decide di farsi da parte e di partire per l'Arabia, da dove non tornerà più, ucciso dai briganti locali, lasciando libera Theodora.

## Produzione

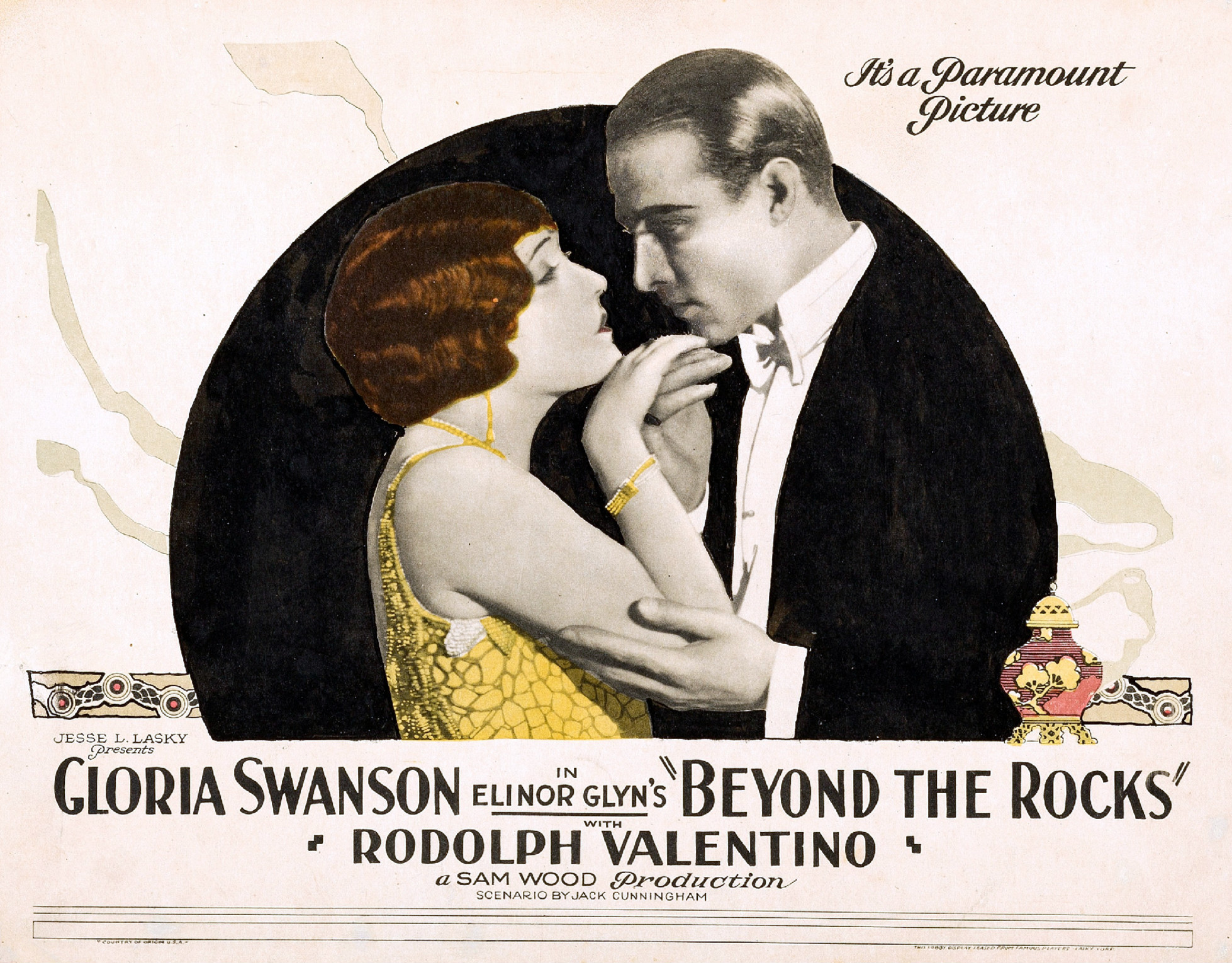

Il film, prodotto dalla Famous Players-Lasky Corporation, venne girato a San Pedro (Los Angeles). Interpretato da Gloria Swanson e da Rodolfo Valentino (fu l'unica volta in cui i due divi di Hollywood lavorarono assieme) è, con qualche variante, l'adattamento cinematografico del romanzo omonimo del 1906 della scrittrice inglese Elinor Glyn, all'epoca celeberrima scrittrice e consulente superpagata a Hollywood. Il libro uscì anche in Italia nel 1926 pubblicato da Salani con il titolo Oltre gli scogli.

## Distribuzione
Distribuito negli Stati Uniti dalla Paramount Pictures, il film uscì nelle sale il 7 maggio 1922. in Italia circolò nel 1924.
 
Per molti anni la pellicola, della quale si conoscevano solo pochi frammenti in nitrato, fu considerata perduta. Nel 2004, tutti i sei rulli del film, con le didascalie originali della copia in olandese, furono ritrovati nel lascito disposto da un collezionista olandese privato a favore del Nederlands Filmmuseum.
 
Nel 2005, la versione restaurata del film venne presentata al San Francisco Silent Film Festival con l'accompagnamento musicale di Dennis James.

### Date di uscita
- IMDb, su imdb.com.
- DVD Silent Era, su silentera.com.

- USA	 Beyond the Rocks - 7 maggio 1922
- Finlandia, Kallioiden ja salakarien ohi - 2 dicembre 1923
- Paesi Bassi, Gouden boeien - 26 maggio 2005 (versione restaurata)
- USA - 5 ottobre 2005 (versione restaurata)
- Grecia, Pera ap' ta vrahia - 19 novembre 2006 (Thessaloniki International Film Festival)
- Spagna, Más fuerte que su amor - 2007 DVD
- USA      2010    DVD

Alias
- A sziklákon túl Ungheria
- Le Droit d'aimer Francia

## Galleria d'immagini

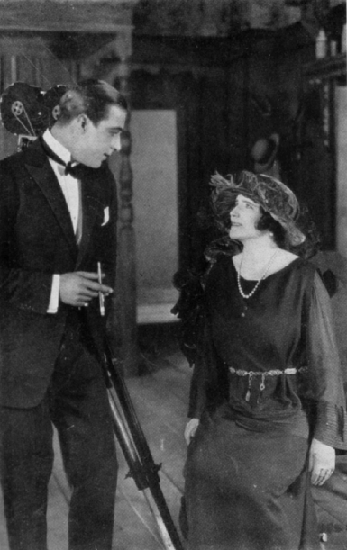
Rudolph Valentino con Elinor Glyn
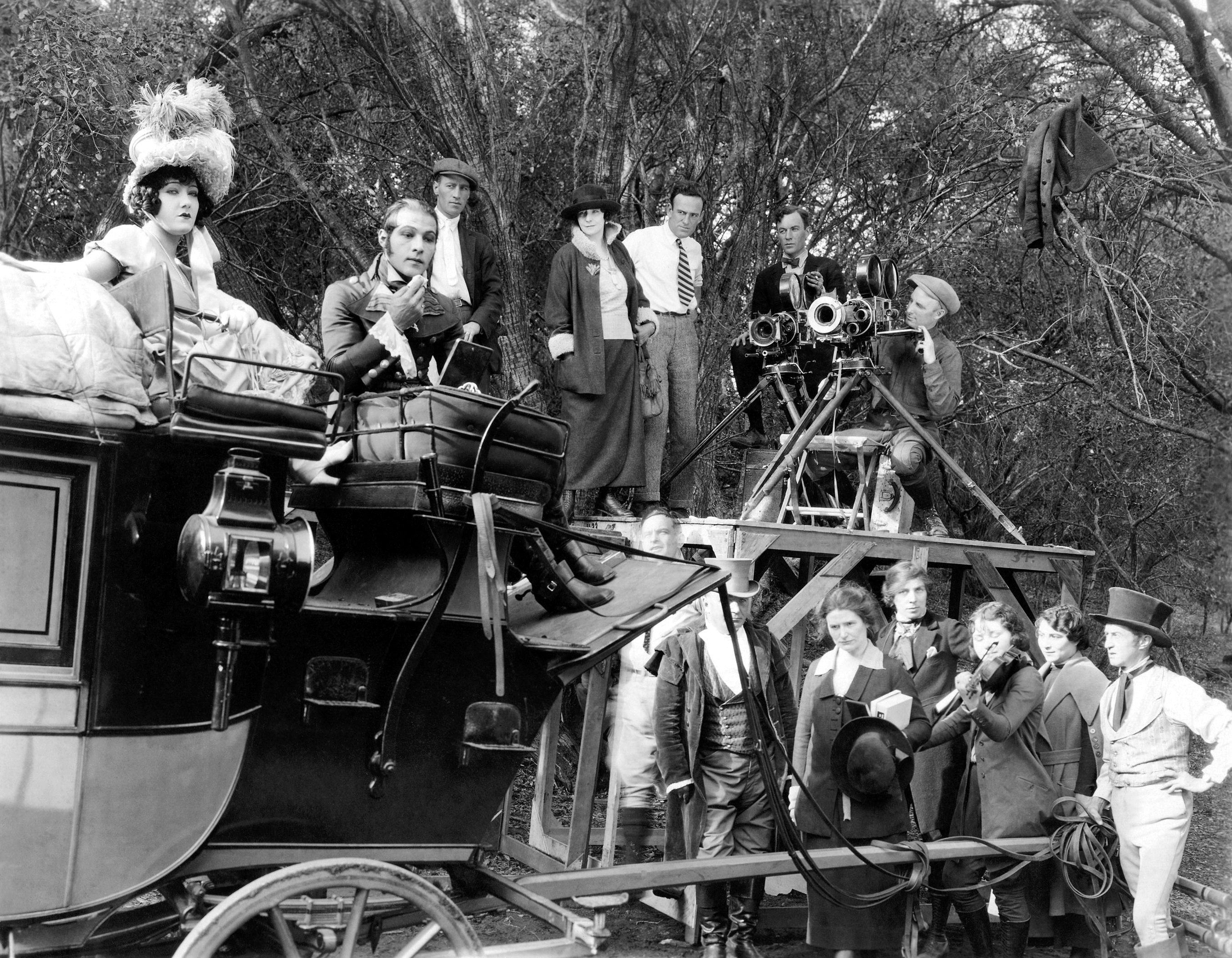
Il regista Sam Wood sul set del film
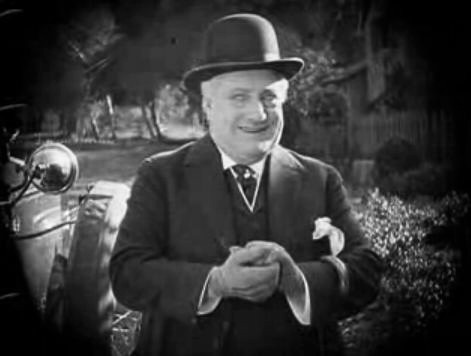
Robert Bolder Josiah Brown, il marito
Alec B. Francis Capitano Fitzgerald, il padre
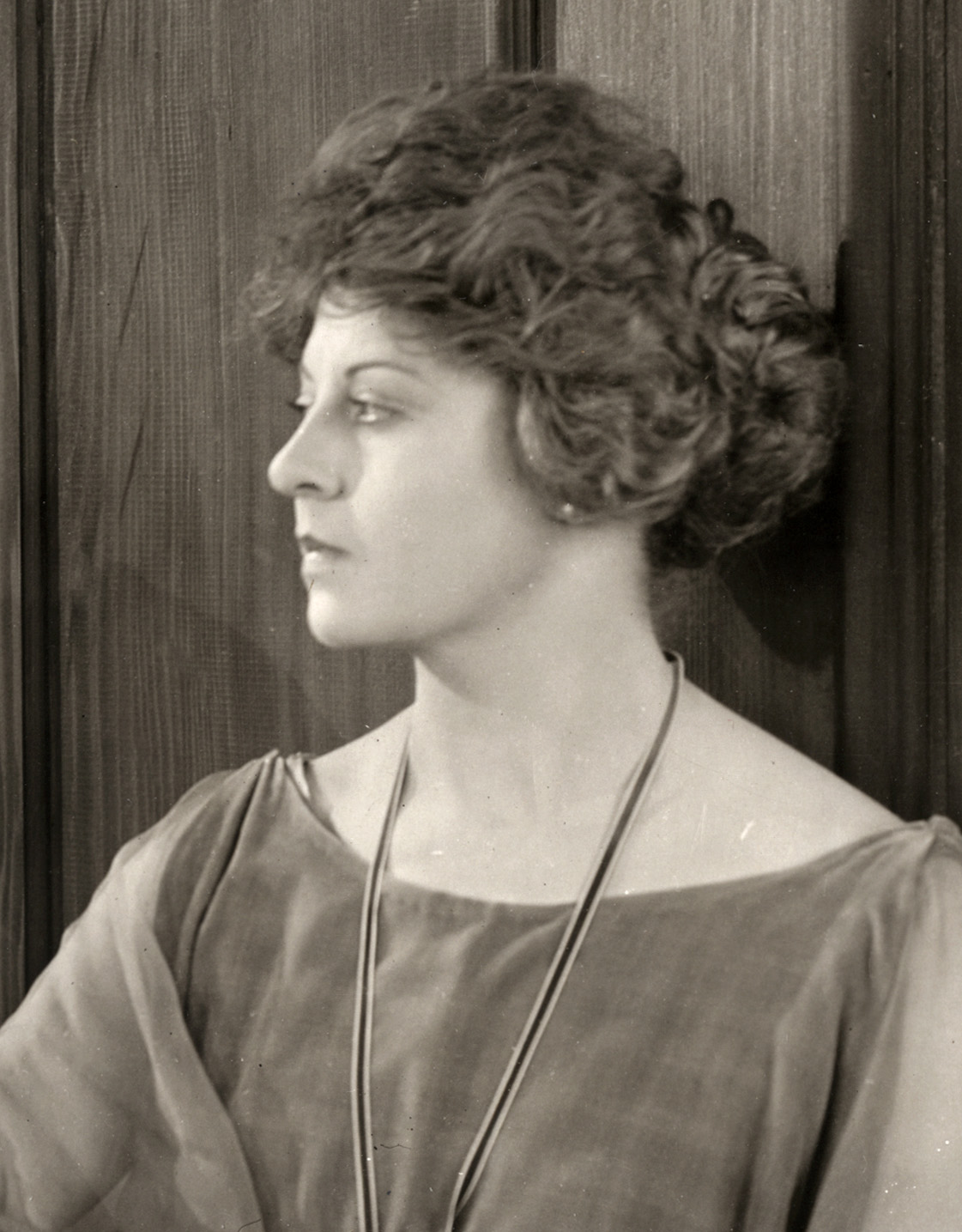
Gertrude Astor Morella, amante gelosa
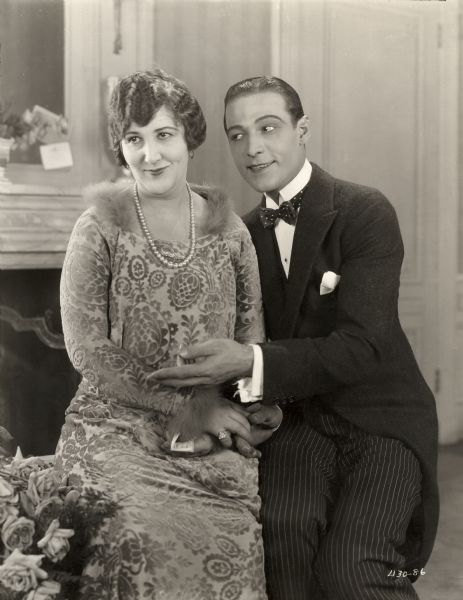
Mabel Van Buren e Valentino